# Mühlbach (Rur)
Der Mühlbach entspringt am oberen Ende der Mühlbachstraße im Ort Abenden, der zur Stadt Nideggen gehört.
Auf seinem Weg zur Rur wird der Quelle Wasser entnommen, das aufbereitet und ins örtliche Trinkwassernetz eingespeist wird. Auf seinem Weg in die Rur fließt der ca. 1,3 km lange Bach durch den Ortskern von Abenden. Dort fließt er unter der Straße hindurch und kommt gegenüber einem alten Bauernhof wieder ans Tageslicht. Am Ortsende stürzt er einen kleinen Wasserfall hinab und fließt abermals unterirdisch zur Rur hin. Neben der Rurbrücke kommt er wieder zum Vorschein und mündet dort sofort in die Rur. 

## Mühle
1570 wird eine Mühle oberhalb des Dorfs erstmals erwähnt. Ihr Besitzer war der Schultheiß von Bürvenich.